# アマング・ザ・リヴィング
『アマング・ザ・リヴィング』（Among the Living）は、アメリカ合衆国のヘヴィメタル・バンド、アンスラックスが1987年に発表した3作目のスタジオ・アルバム。

## 背景
収録曲のうち2曲はスティーヴン・キングの小説にインスパイアされており、タイトル曲は『ザ・スタンド』、「スケルトン・イン・ザ・クローゼット」は『ゴールデンボーイ』に影響を受けた。「アイ・アム・ザ・ロウ」と「イミテーション・オブ・ライフ」は、元メンバーのダン・リルカがソングライティングに貢献しており、後者のイントロではストームトゥルーパーズ・オブ・デス名義で作られた未発表曲「Aren't You Hungry?」（最終的には1999年のアルバム『ビガー・ザン・ザ・デヴィル』で発表された）のリフが流用されている。
「エフィルニクフェシン (N.F.L.)」はジョン・ベルーシに捧げられた曲で、「A.D.I./ホラー・オブ・イット・オール」の歌詞は、メタリカのベーシスト、クリフ・バートン（1986年9月27日にツアー・バスの事故で死去）に捧げられた。「インディアン」は、アメリカ・インディアンがリザヴェーションへ強制移住させられた問題に言及しており、「ワン・ワールド」は核戦争の脅威を題材としている。
本作ではエディ・クレイマーが共同プロデューサーを務めたが、バンドはミキシングの方向性をめぐってクレイマーと対立し、スコット・イアンは後年「彼は俺達の音楽と全く違う、デフ・レパードの『炎のターゲット』みたいにモダンなメタルに仕上げようとした」「俺達は1977年のレコードのような音にしたかった」と語っている。そして、バンドはクレイマー抜きでバハマのコンパス・ポイント・スタジオにおいて最終ミックスを行い、スタジオのオーナーであるクリス・ブラックウェルも、バンドの意図を理解したという。

## 反響・評価
アメリカではバンドにとって2作目の全米トップ200アルバムとなり、1987年5月37日付のBillboard 200で最高62位を記録し、リリースから約3年後の1990年7月には、RIAAによりゴールドディスクの認定を受けた。また、バンドは本作で初の全英アルバムチャート入りを果たして最高18位を記録し、先行シングル「アイ・アム・ザ・ロウ」は全英32位、続く「インディアン」は全英44位に達した。日本でも初のオリコンLPチャート入りを果たし、4週トップ100入りして最高35位を記録した。
スティーヴ・ヒューイはオールミュージックにおいて5点満点中4.5点を付け「恐らくアンスラックスの最高傑作」と評している。

## 収録曲
特記なき楽曲はアンスラックス作。
1. アマング・ザ・リヴィング "Among the Living" – 5:16
2. コート・イン・ア・モッシュ "Caught in a Mosh" – 5:00
3. アイ・アム・ザ・ロウ "I Am the Law" (Anthrax, Dan Lilker) – 5:53
4. エフィルニクフェシン (N.F.L.) "Efilnikufesin (N.F.L.)" – 4:54
5. スケルトン・イン・ザ・クローゼット "A Skeleton in the Closet" – 5:29
6. インディアン "Indians" – 5:41
7. ワン・ワールド "One World" – 5:55
8. A.D.I./ホラー・オブ・イット・オール "A.D.I./The Horror of It All" – 7:49
9. イミテーション・オブ・ライフ "Imitation of Life" (Anthrax, D. Lilker) – 4:21

### 2009年デラックス・エディション盤ボーナス・トラック
1. "Indians (Alternate Lead)" – 5:40
2. "One World (Alternate Take)" – 5:55
3. "Imitation of Life (Alternate Take)" (Anthrax, D. Lilker) – 4:27
4. "Bud E Luv Bomb and Satan's Lounge Band" – 2:45
5. "I Am the Law (Live in Dallas)" (Anthrax, D. Lilker) – 6:04
6. "I'm the Man (Instrumental)" (Anthrax, John Rooney) – 3:05

### 2009年デラックス・エディション盤ボーナスDVD
1987年のロンドン公演を収録。
1. "Intro"
2. "Among the Living"
3. "Caught in a Mosh"
4. "Metal Thrashing Mad"
5. "I Am the Law"
6. "Madhouse"
7. "Indians"
8. "Medusa"
9. "Efilnikufesin (N.F.L.)"
10. "Armed and Dangerous"
11. "A.I.R./I'm the Man/A.I.R."
12. "Gung Ho"

## 参加ミュージシャン
- ジョーイ・ベラドナ - ボーカル
- スコット・イアン - リズムギター
- ダン・スピッツ - リードギター、アコースティック・ギター
- フランク・ベロ - ベース
- チャーリー・ベナンテ - ドラムス